# Fragmentos de un sueño
Fragmentos de un sueño (originalmente llamado en inglés Fragments of a Dream) es el vigésimo tercer álbum de estudio de la banda chilena Inti-Illimani, publicado originalmente en 1987 con la colaboración del guitarrista clásico australiano John Williams y el guitarrista de flamenco español Paco Peña.
La idea del álbum surge luego de la participación de ambos guitarristas en conciertos realizados por Inti-Illimani en Londres. El proceso de creación del álbum, por tanto, tuvo desde un comienzo en mente la preponderancia de guitarras para ser interpretadas por ambos artistas.
Corresponde al último álbum oficial de la banda que fue lanzado durante su exilio en Italia, producto de la dictadura militar de Chile que acabaría luego del plebiscito nacional del año siguiente.

## Lista de canciones
Todas las canciones son compuestas por Horacio Salinas, salvo que se indique lo contrario.

| N.º   | Título                    | Escritor(es)                      | Duración |  |
| 1.    | «Danza di calaluna»       |                                   | 4:28     |  |
| 2.    | «El corazón a contraluz»  |                                   | 6:31     |  |
| 3.    | «Cristalino»              |                                   | 5:13     |  |
| 4.    | «La preguntona»           | Patricio Manns, Horacio Salinas   | 3:36     |  |
| 5.    | «El carnaval»             |                                   | 5:45     |  |
| 6.    | «Fragmentos de un sueño»  |                                   | 3:53     |  |
| 7.    | «La ciudad»               | Víctor Contreras, Horacio Salinas | 4:17     |  |
| 8.    | «El mercado de Testaccio» |                                   | 4:21     |  |
| 9.    | «La calahorra»            | Paco Peña                         | 4:38     |  |
| 10.   | «En libertad»             | José Manuel Moya, Manuel Garrido  | 2:49     |  |
| 11.   | «Danza»                   |                                   | 6:16     |  |
| 51:52 |                           |                                   |          |  |

Las canciones «El carnaval», «Fragmentos de un sueño» y «La ciudad» fueron compuestas por Horacio Salinas para una obra de teatro del chileno Víctor Contreras. La melodía y parte de la armonía de esta última se basan en la música flamenca. Los temas fueron interpretados en vivo por la banda durante 1986, durante las presentaciones de la obra en el Teatro Volksbhüne de Berlín.

## Créditos
Inti-Illimani
- Max Berrú
- Jorge Coulón
- Marcelo Coulón
- Horacio Durán
- Renato Freyggang
- José Seves
- Horacio Salinas

Guitarristas
- Paco Peña
- John Williams